# J. Alfred Taylor

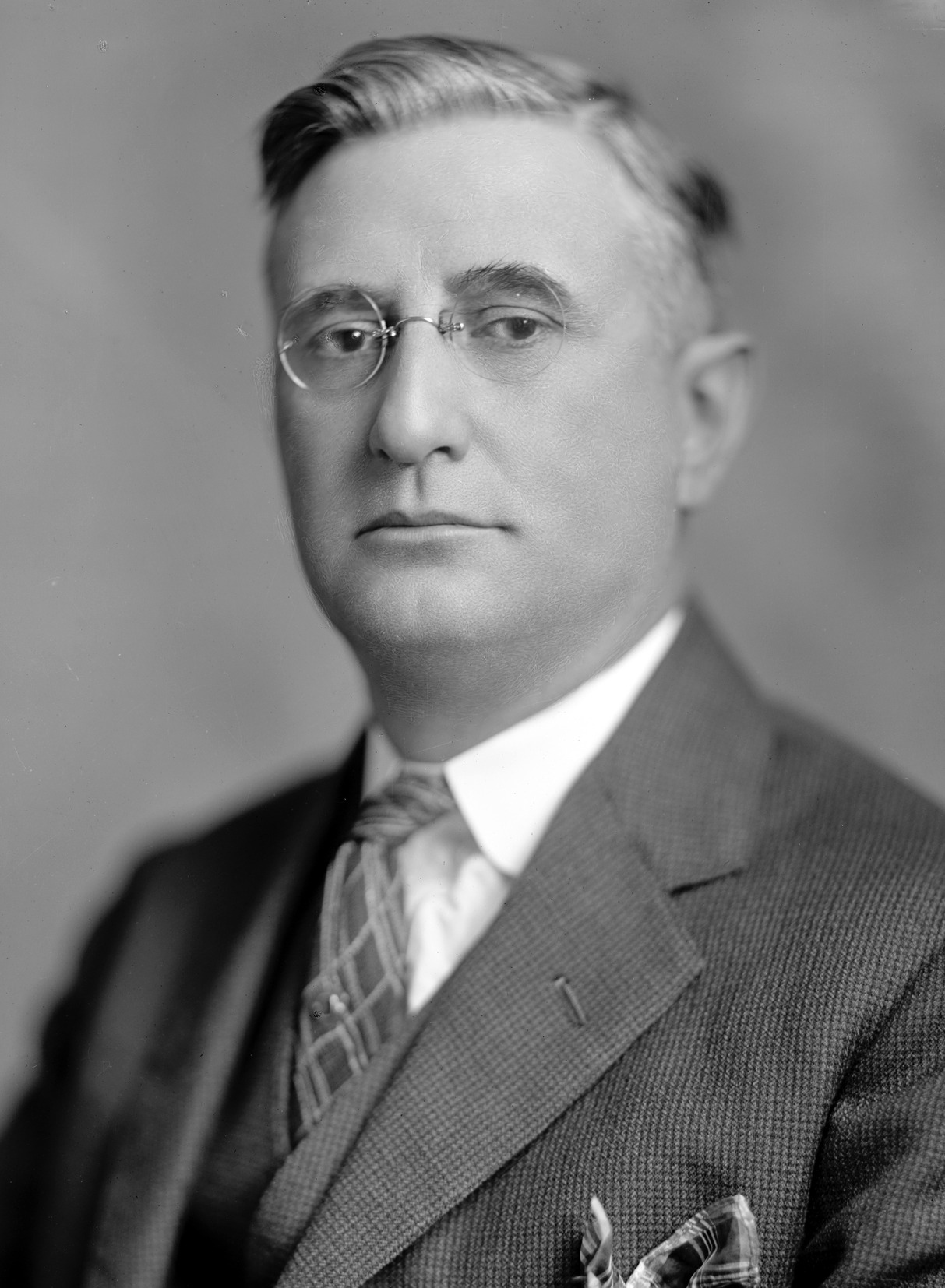
J. Alfred Taylor

James Alfred Taylor (* 25. September 1878 bei Ironton, Ohio; † 9. Juni 1956 in Montgomery, West Virginia) war ein US-amerikanischer Politiker. Zwischen 1923 und 1927 vertrat er den sechsten Wahlbezirk des Bundesstaates West Virginia im US-Repräsentantenhaus.

## Werdegang
Alfred Taylor besuchte die öffentlichen Schulen seiner Heimat und war danach bei einer Druckerei in Ironton beschäftigt. Später zog er nach Alderson in West Virginia, wo er in das Zeitungsgeschäft einstieg. Im Jahr 1905 zog er in das Fayette County (West Virginia). Zwischen 1908 und 1911 war er Mitglied der Nationalgarde dieses Staates.
Politisch war Taylor Mitglied der Demokratischen Partei. Zwischen 1916 und 1918 sowie von 1920 bis 1922 saß er im Abgeordnetenhaus von West Virginia. 1922 wurde er im sechsten Distrikt von West Virginia in das US-Repräsentantenhaus in Washington, D.C. gewählt. Dort trat er am 4. März 1923 die Nachfolge des Republikaners Leonard S. Echols an, den er bei der Wahl geschlagen hatte. Nach einer Wiederwahl im Jahr 1924 konnte Taylor bis zum 3. März 1927 zwei Legislaturperioden im Kongress absolvieren. Bei den Wahlen des Jahres 1926 unterlag er dem Republikaner Edward T. England.
Nach dem Ende seiner Zeit im Kongress arbeitete Taylor wieder im Zeitungsgeschäft. 1928 bewarb er sich erfolglos um die Nominierung seiner Partei für die Gouverneurswahlen in West Virginia. In den Jahren 1930 bis 1932 sowie zwischen 1936 und 1938 gehörte er nochmals dem Abgeordnetenhaus des Staates an, dessen Speaker er von 1930 bis 1932 war. Zwischen 1941 und 1945 war Taylor Sekretär der Alkoholkommission von West Virginia. Im Jahr 1946 wurde er für sechs Jahre in den Bildungsausschuss im Fayette County gewählt. Alfred Taylor starb am 9. Juni 1956 in Montgomery und wurde in Fayetteville beigesetzt.